# Catocala anthracitaria
Catocala anthracitaria là một loài bướm đêm trong họ Erebidae.